# ام‌البنین
فاطمه دختر حُزام (درگذشتهٔ ۷۰ قمری) معروف به اُمّ‌البَنین، همسر امام اول شیعیان، علی بن ابی‌طالب و دختر حزام بن خالد و از نوادگان کلاب است. پس از درگذشت فاطمه زهرا، علی با معرفی برادرش عقیل با فاطمه کلابیه ازدواج کرد.

## معرفی اجمالی
تاریخ ولادت ام البنین مشخص نیست اما در منابع شیعی با توجه به تاریخ ولادت فرزند ارشدش عباس که در سال ۲۶ هجری بوده‌است، تولدش را در سال‌های ۵ و ۹ هجری قمری دانسته شده‌است. «حزام بن خالد بن ربیعة بن وحید بن کعب بن عامر بن کلاب» پدر ام‌البنین است مردی شجاع، دلیر و راستگو که از صفات ویژه او اکرام به میهمان و منطق قوی اوست. مادر ام‌البنین، «ثمامه (یا لیلی) دختر سهیل بن عامر بن جعفر بن کلاب» است. ام البنین را ادیب و شاعری فصیح و اهل فضل و دانش دانسته‌اند.

## علت نامگذاری به ام البنین
به گفتهٔ منابع شیعه، فاطمه کلابیه دارای چهار فرزند بوده و آنها به شجاعت و دلیری مشهور بوده‌اند، لذا او را ام البنین به معنای مادر پسران نامیده‌اند. وی بعد از کشته شدن فرزندانش در شعرهایش از زنان خواسته که دیگر او را ام البنین نخوانند زیرا به یاد فرزندان شجاعم می‌افتم و دلم آتش می‌گیرد. من زمانی ام البنین بودم ولی اکنون ام البنین و مادر پسران نیستم. در بعضی نقل‌ها آمده هنگامی که وی به خانه علی می‌رود از ایشان تقاضا می‌کند که او را فاطمه خطاب نکنند تا فرزندان زهرا به یاد مادرشان نیافتند. اما این مطلب در هیچ سند معتبر یا غیرمعتبری پیدا نشده‌است.

## ازدواج
علی بن ابیطالب از برادرش عقیل بن ابی طالب که در علم انساب (نسب‌شناسی) معروف بود درخواست می‌کند که برایش همسری انتخاب کند که از نسل دلیرمردان عرب باشد تا برایش فرزندی اسب سوار و شجاع به دنیا بیاورد. عقیل در پاسخ می‌گوید با فاطمه کلابیه ازدواج کن. همانا در عرب شجاع تر از پدران او نیست.

### خواستگاری
از دیدگاه شیعیان علی بن ابیطالب خواستگاری را به برادرش عقیل می‌سپارد. عقیل به نزد حُزام بن خالد پدر ام البنین می‌رود. حزام بن خالد به رسم عرب‌ها سه روز از عقیل پذیرایی می‌کند و روز چهارم علت آمدنش را می‌پرسد. عقیل می‌گوید به خواستگاری دخترت فاطمه آمده‌ام برای علی بن ابیطالب. حزام در ابتدا از نسب و خاندان علی بن ابیطالب تعریف می‌کند و سپس می‌گوید علی بن ابیطالب باید کسی را برای همسری انتخاب کند که دارای آداب و منش شهری باشد درحالی که ما بادیه نشین هستیم و با شهری‌ها فرق داریم. عقیل در پاسخ می‌گوید برادرم به آنچه می‌گویی آگاه است ولی تمایل به این ازدواج دارد. سپس حزام می‌گوید مهلت بده تا از دخترم و مادرش بپرسم که آیا علی بن ابیطالب را می‌پذیرند یا نه؟ زیرا زنان نسبت به اخلاق و آداب دخترانشان از مردان داناتر و آگاه تر هستند. در نهایت عقیل بااجازه از ام البنین عقد بین آنها با مهریه ۵۰۰ درهم که سنت رسول‌الله بود جاری کرد.

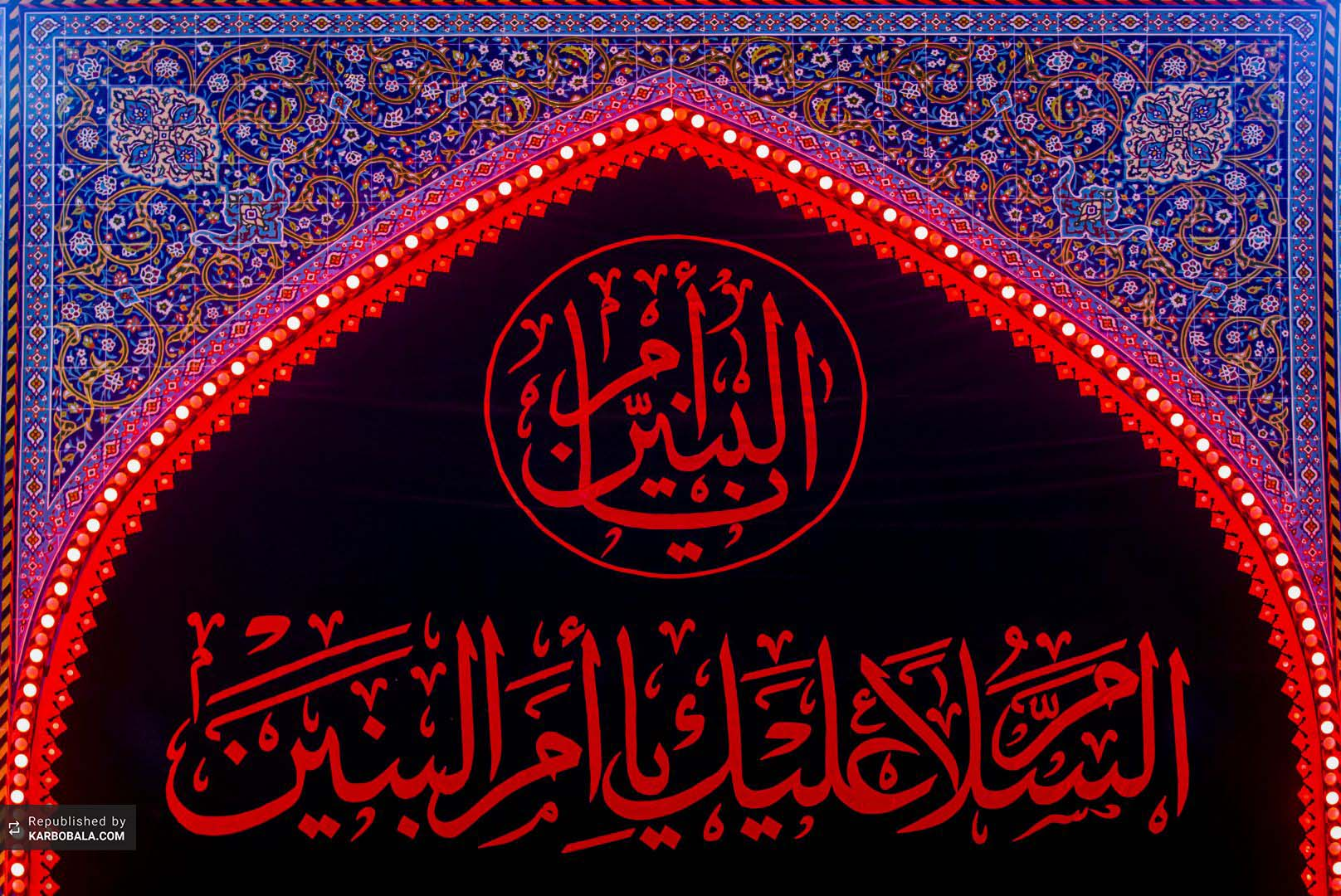
پرچمی در حرم امام حسین

### بعد از علی بن ابیطالب
در منابع تاریخی هیچ اشاره ای به ازدواج وی پس از علی ابن ابی طالب نشده‌است حتی هنگامی که برخی از همسران علی بن ابی طالب برای مشورت دربارهٔ ازدواجشان به او مراجعه می‌کردند به آنان می‌گفت سزاوار نیست پس از علی با مردی دیگر پیمان همسری ببندید.

## فرزندان
او را بخاطر داشتن چهار پسر به نام‌های: عبّاس، عبدالله، جعفر و عثمان، ام‌البنین (مادر پسران) خواندند.
ام‌البنین در واقعه کربلا حضور نداشت. هنگامی که کاروان اسیران کربلا وارد مدینه شد و او از کشته شدن فرزندانش باخبر شد؛ از سرنوشت حسین ابن علی پرسید و وقتی که خبر کشته شدن حسین را هم شنید. گفت: «ای کاش فرزندانم و تمامی آنچه در زمین است فدای حسین می‌شد و او زنده می‌ماند.» این سخنِ او را برخی دلیل دلدادگی عمیق او به اهل بیت و حسین دانسته‌اند. هر چهار فرزند او در کربلا کشته شدند.

### بعد از کشته شدن فرزندان
پس از کشته شدن فرزندان ام البنین هر روز با نوه‌اش عبیدالله فرزند عباس به قبرستان بقیع می‌رفت و در آنجا اشعاری می‌خواند که خود سروده بود و سپس دردمندانه گریه می‌کرد. مردم نیز گرد او می‌آمدند و با او همنوا می‌شدند. حتی گفته‌اند که مروان بن حکم در آنجا حضور پیدا می‌کرد و گریه می‌کرد. همچنین گفته شده که زینب کبری پس از ورود به مدینه به دیدار ام البنین رفته و کشته شدن فرزندان او را به وی تعزیت می‌گوید.

## توسل به ام البنین
ام البنین در میان زنان و مردان مسلمان شیعه منزلت والایی دارد و زنان و مردان ایرانی برای برآورده شدن حوائج خود به او متوسل می‌شوند و از او طلب یاری می‌کنند. توسل به ام البنین از طریق ادای نذر مانندِ انداختن سفره نذری، آش، حلوا و خیرات کردن خرما در راه خدا و بنام ایشان صورت می‌گیرد. مردم با برگزاری این‌گونه مراسم معتقدند که می‌توانند که آن‌ها را به یاری بطلبند و با وساطت آن‌ها با خداوند، تنگی‌ها و مصائب زندگی خود را از میان بردارند.

## نسبت با شمر
شمر برخلاف باور رایج بین برخی مردم برادر ام البنین نیست. شمر بن ذی الجوشن و ام البنین، هر دو از نسل «کلاب» هستند. هر کدام با چند واسطه به «کلاب» می‌رسند. «کلاب» یازده پسر داشت. نام یکی از آنان «کعب» و نام دیگری «ضباب» است. ام البنین از نسل «کعب» و شمر، از نسل «ضِباب» است.
نسب ام البنین: فاطمه بنت حزام بن خالد بن ربیعه بن وحید بن کعب بن کلاب.
نسب شمر: شمر بن ذی الجوشن (جمیل) بن اعور (عمرو) بن ضِباب (معاویه) بن کلاب. عباس بن علی نوه دختری کلاب و شمر نوه پسری کلاب است.

## درگذشت
ام البنین در ۱۳ جمادی الثانی سال ۶۴ یا سال ۷۰ هجری قمری فوت می‌کند. وی در قبرستان بقیع کنار صفیه و عاتکه عمه‌های پیامبر اسلام مدفون است.